# شانون (خواننده کره‌ای)
شانون (به انگلیسی: Shannon) با نام کامل شانون آروم ویلیامز (به انگلیسی: Shannon Arrum Williams) (زاده ۲۶ مهٔ ۱۹۹۸)استریمر و خواننده سابق کره‌ای-انگلیسی است.